# Frashër (Mitrovica)
Frashër en albanais et Svinjare en serbe latin (en serbe cyrillique : Свињаре) est une localité du Kosovo située dans la commune/municipalité de Mitrovicë/Kosovska Mitrovica et dans le district de Mitrovicë/Kosovska Mitrovica. Selon le recensement kosovar de 2011, elle compte 567 habitants.

## Histoire
Durant la Guerre du Kosovo, 65 maisons ont été brûlées et les Albanais ont été expulsés de leur village par l'armée serbe.
Durant le pogrom de 2004, 250 maisons ont été brûlées et 900 Serbes ont été expulsés de leur village par des Albanais du Kosovo.

## Démographie

### Évolution historique de la population dans la localité
| 1948 | 1953 | 1961 | 1971 | 1981 | 1991 | 2011 |
| ---- | ---- | ---- | ---- | ---- | ---- | ---- |
| 637  | 707  | 731  | 773  | 787  | 908  | 567  |

|  |

### Répartition de la population par nationalités (2011)
En 2011, les Albanais représentaient 98,94 % de la population.